# کدکس اسکندریه
کدکس اسکندریه (انگلیسی: Codex Alexandrinus) (کتابخانه بریتانیا،  Royal MS 1. D. V-VIII), دست‌نوشته‌های کتاب مقدس و نسخه خطی از کتاب مقدس یونانی است که روی پوست (نوشت‌افزار) نوشته شده‌است.